# Novomoskovs'k
Samar (in ucraino Самар?; in russo Самар?) è una città dell'Ucraina nell'oblast' di Dnipropetrovs'k ed ospita l'amministrazione del distretto di Samar. Nel 2024 aveva una popolazione di 66 280 abitanti.
Nome precedente: Navomoskovs'k, rinominata 19 gennaio 2024.
Fino al 18 luglio 2020 era classificata come città di rilevanza regionale e costituiva un comune autonomo rispetto al distretto di Novomoskovs'k anche se ne costituiva il centro amministrativo. Nell'ambito della riforma amministrativa dell'Ucraina, che ha ridotto a sette il numero dei distretti dell'oblast' di Dnipropetrovs'k, Samar è entrata a far parte del distretto di Samar.

## Geografia
Novomoskovs'k sorge sulla riva destra del fiume Samara, a 27 km a nord-est di Dnipro.

## Storia
Prima del 1794 era conosciuta col nome di Novaja Samar' in russo Новая Самарь?, Samarčik in russo Самарчик?, Samar in russo Самар?, Novoselica in russo Новоселица?.
Nel 1688 i cosacchi fondarono un insediamento chiamato Samarčik (anche Novoselica). Questo abitato crebbe divenne un importante centro dei cosacchi zaporoghi e nel 1784 fu ribattezzato Ekaterinoslav e divenne capoluogo di un governatorato. Successivamente, a causa della posizione sfavorevole, Ekaterinoslav fu trasferita sulla riva del Dnepr, nel sito dell'odierna Dnipro. La cittadina, seppur ridimensionata, continuò ad esistere e fu ribattezzata Novomoskovs'k.

## Monumenti e luoghi d'interesse
- Cattedrale della Trinità, costruita interamente in legno nella seconda metà del XVIII secolo.